# Maurice Salomez
Maurice Salomez (Parigi, 10 aprile 1880 – Ville-sur-Cousances, 7 agosto 1916) è stato un mezzofondista francese.
Partecipò alle Olimpiadi 1900 di Parigi nella gara degli 800 metri piani ma fu eliminato in batteria.